# Forever (chanson de Kiss)
Pour les articles homonymes, voir Forever.
Singles de Kiss
Hide Your Heart
(1989) Rise to It
(1990)
Pistes de Hot in the Shade
Love's a Slap in the Face
(6) Silver Spoon
(8)
Forever est une chanson du groupe de Hard rock américain Kiss, publiée sur l'album Hot in the Shade en 1989. Le single arriva à la 8e place au Billboard Hot 100, meilleur classement depuis I Was Made for Lovin' You où il se plaça à la 11e position en 1979. Il s'agit du septième single à atteindre le top 20 du classement aux États-Unis, Forever a atteint aussi la 17e position au Mainstream Rock Tracks chart La chanson fut écrite par le guitariste/chanteur Paul Stanley et par le chanteur américain Michael Bolton.
Le single est sorti le 5 janvier 1990 avec The Street Giveth and the Street Taketh Away comme face-B, chanson écrite et interprétée par Gene Simmons.

## Composition du groupe
- Paul Stanley – guitare acoustique, chants
- Bruce Kulick – guitare solo & acoustique, basse sur Forever
- Gene Simmons – basse, chants sur The Street Giveth and the Street Taketh Away
- Eric Carr – batterie
- Phil Ashley – claviers

## Liste des titres
| 1. | Forever (remix)                              | Paul Stanley, Michael Bolton | 3:52 |
| 2. | The Street Giveth and the Street Taketh Away | Gene Simmons, Tommy Thayer   | 3:34 |
| 3. | Nowhere to Run                               | Paul Stanley                 | 4:32 |
| 4. | Partners in Crime                            | Paul Stanley, Adam Mitchell  | 3:45 |

| A1. | Forever (remix)  | Paul Stanley, Michael Bolton         | 3:52 |
| A2. | All American Man | Paul Stanley, Sean Delaney           | 3:13 |
| B1. | Shandi           | Paul Stanley, Vini Poncia            | 3:33 |
| B2. | The Oath         | Paul Stanley, Bob Ezrin, Tony Powers | 4:33 |

- Produit par Paul Stanley & Gene Simmons (1, A1).
- Produit par Kiss & Eddie Kramer (A2).
- Produit par Vini Poncia (B1).
- Produit par Bob Ezrin (B2).

## Format
| Année | Pays        | Format     | Catalogue            | Label   |
| ----- | ----------- | ---------- | -------------------- | ------- |
| 1989  | Pays-Bas    | CD (maxi)  | 876 717-2            | Vertigo |
| 1989  | États-Unis  | CD (promo) | CDP 195              | Mercury |
| 1990  | Royaume-Uni | Vinyle 12" | KISSX 11 / 875 233-1 | Vertigo |